# Jacques-Joseph Villeneuve
Jacques-Joseph Villeneuve (Berthierville, 4 de novembro de 1953), mais conhecido como Jacques Villeneuve Sr, é um ex-automobilista do Canadá.
Foi coroado campeão da Can-Am em 1983.
Chegou à Fórmula 1, mas falhou em três tentativas. O seu irmão (Gilles Villeneuve) foi um grande piloto de Fórmula 1. Seu sobrinho, também chamado Jacques Villeneuve, foi campeão desta categoria em 1997.
Na Fórmula Indy, o irmão de Gilles atuou em 36 provas, conseguiu apenas uma vitória na categoria no Grande Prêmio de Road America, em Elkhart Lake, em 1985.

## Resultados

### Fórmula 1
| Ano  | Equipe                        | Chassis      | Motor                | 1   | 2   | 3   | 4   | 5   | 6   | 7   | 8        | 9   | 10  | 11  | 12  | 13  | 14       | 15       | Pontos | Posição |
| ---- | ----------------------------- | ------------ | -------------------- | --- | --- | --- | --- | --- | --- | --- | -------- | --- | --- | --- | --- | --- | -------- | -------- | ------ | ------- |
| 1981 | Ragno Arrows Beta Racing Team | Arrows A3    | Ford Cosworth DFV V8 | USW | BRA | ARG | SMR | BEL | MON | ESP | FRA      | GBR | ALE | AUT | PAB | ITA | CAN NQ P | CPL NQ P | -      | -       |
| 1983 | RAM Automotive Team March     | RAM March 01 | Ford Cosworth DFV V8 | BRA | USW | FRA | SMR | MON | BEL | DET | CAN NQ P | GBR | ALE | AUT | PAB | ITA | EUR      | AFS      | -      | -       |

### CART
| Ano  | Equipe               | 1     | 2        | 3        | 4       | 5       | 6      | 7       | 8       | 9    | 10    | 11      | 12      | 13     | 14     | 15      | 16       | 17    | Pontos | Posição |
| ---- | -------------------- | ----- | -------- | -------- | ------- | ------- | ------ | ------- | ------- | ---- | ----- | ------- | ------- | ------ | ------ | ------- | -------- | ----- | ------ | ------- |
| 1982 | Jamieson Racing      | PHX1  | ATL      | MIL      | CLE     | MIS1    | MIL    | POC     | RIV     | ROA  | MIS2  | PHX2 14 |         |        |        |         |          |       | 1      | 45º     |
| 1984 | Canadian Tire Racing | LBH 6 | PHX1 13  | INDY DNS | MIL     | POR 6   | MEA 15 | CLE 9   | MIS1    | ROA  | POC   | MDO     | SAN 8   | MIS2   | PHX2 9 | LS Ret  | LVG Ret  |       | 30     | 16º     |
| 1985 | Canadian Tire Racing | LBH 7 | INDY DNQ | MIL Ret  | POR Ret | MEA Ret | CLE 4  | MIS1    | ROA 1   | POC  | MDO 3 | SAN Ret | MIS2    | LS Ret | PHX 13 | MIA Ret |          |       | 54     | 8º      |
| 1986 | Hemelgarn Racing     | PHX1  | LBH 8    | INDY Ret | MIL 15  | POR 5   | MEA 5  | CLE Ret | TOR Ret | MIS1 | POC   | MDO 11  | SAN Ret | MIS2   | ROA 10 | LS Ret  | PHX2 Ret | MIA 6 | 38     | 15º     |
| 1992 | Arciero Racing       | SRF   | PHX      | LBH      | INDY    | DET     | POR    | MIL     | NHA     | TOR  | MIS   | CLE Ret | ROA Ret | VAN    | MDO    | NAZ     | LS       |       | 0      | -       |